# 2024년 하계 올림픽 니제르 선수단
니제르는 2024년 7월 26일부터 8월 11일까지 파리에서 열리는 2024년 하계 올림픽에 참가했다. 이는 니제르가 하계 올림픽에 출전하는 14번째 대회가 된다. 1964년 국가 출범 이후 나이지리아 선수들은 아프리카와 미국 주도의 보이콧을 이유로 1976년 몬트리올 하계 올림픽과 1980년 모스크바 하계 올림픽을 제외하고 모든 하계 올림픽에 참가해 왔다.

## 출전 선수
| 종목   | 남자 | 여자 | 전체 |
| ------ | ---- | ---- | ---- |
| 육상   | 0    | 1    | 1    |
| 펜싱   | 1    | 0    | 1    |
| 유도   | 1    | 0    | 1    |
| 수영   | 1    | 1    | 2    |
| 태권도 | 2    | 0    | 2    |
| 전체   | 5    | 2    | 7    |

## 매달 집계
| 종목 | 1 | 2 | 3 | 합계 |
| 종목 | ' | ' | ' | '    |
| 종목 | ' | ' | ' | '    |
| 종목 | ' | ' | ' | '    |
| 합계 | ' | ' | ' | '    |

## 같이 보기
- 2024년 하계 올림픽